# Jézuska
Jézuska a gyermek Jézus.

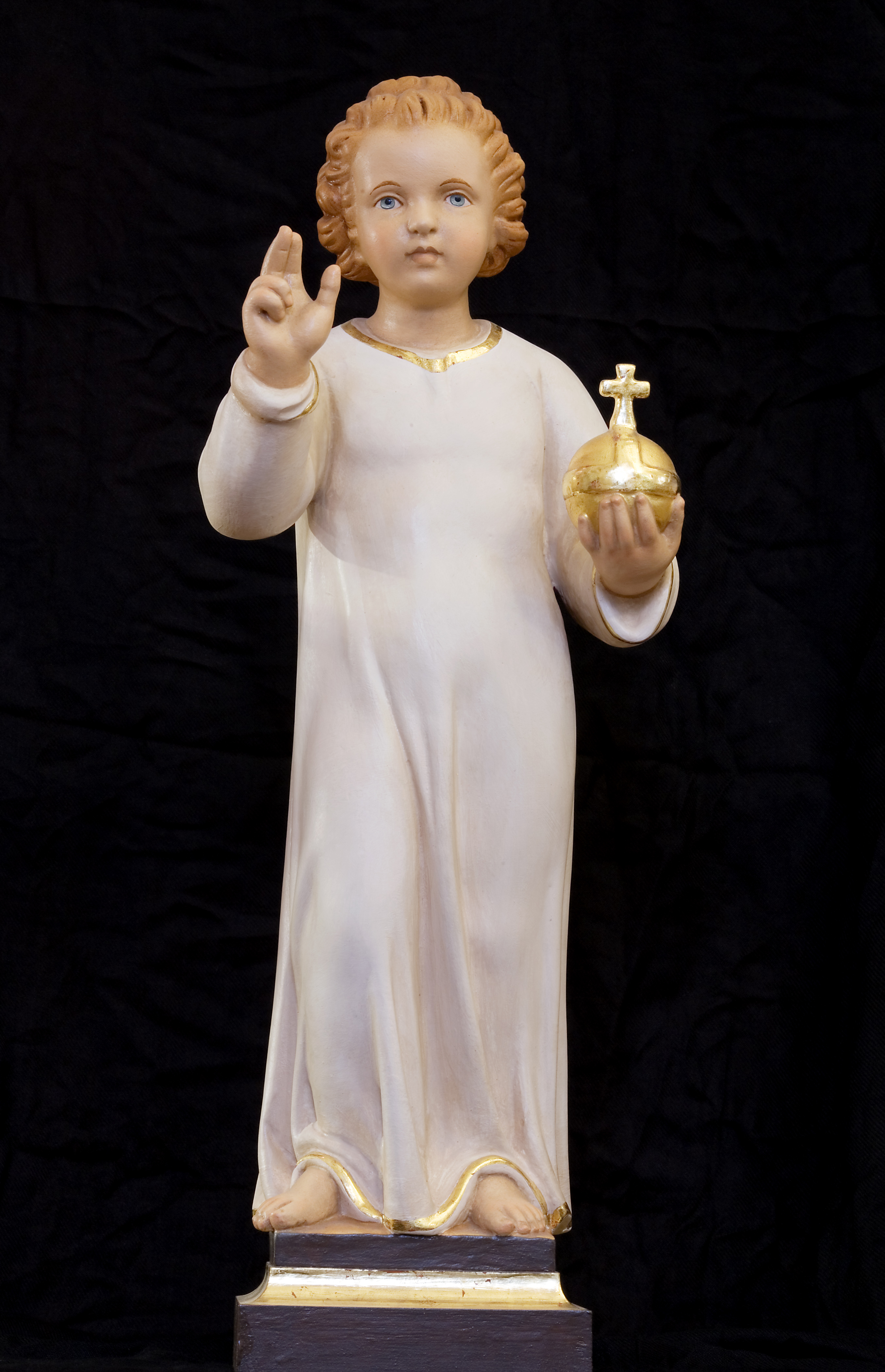
A Prágai Kis Jézus, az eredetileg 1628-ban a prágai karmelita kolostornak adományozott szobor

A karácsony (latinul Nativitatis Domini, Natalis Domini, magyarul „Az Úr születése”), a 325-ben tartott első nikaiai zsinat döntése értelmében Jézus születésének emléknapja: az öröm és békesség, a család és gyermekség, az otthon és szülőföld ünnepe.
A karácsony az év második legnagyobb ünnepét jelenti a keresztényeknek, amelyet évszázadok alatt értékes tartalommal töltött meg a néphagyomány. A néphagyomány szerint karácsonykor fenyőfát és ajándékokat hoz a jól viselkedő gyermekek számára. A modern korra a karácsony a béke és a szeretet, a család és a gyermekek ünnepévé vált. Kelet-Európában és a katolikus nyugat-európai országokban ilyenkor a kis Jézus hoz ajándékot, míg a protestáns USA-ban Santa Claus.

## Hagyománya

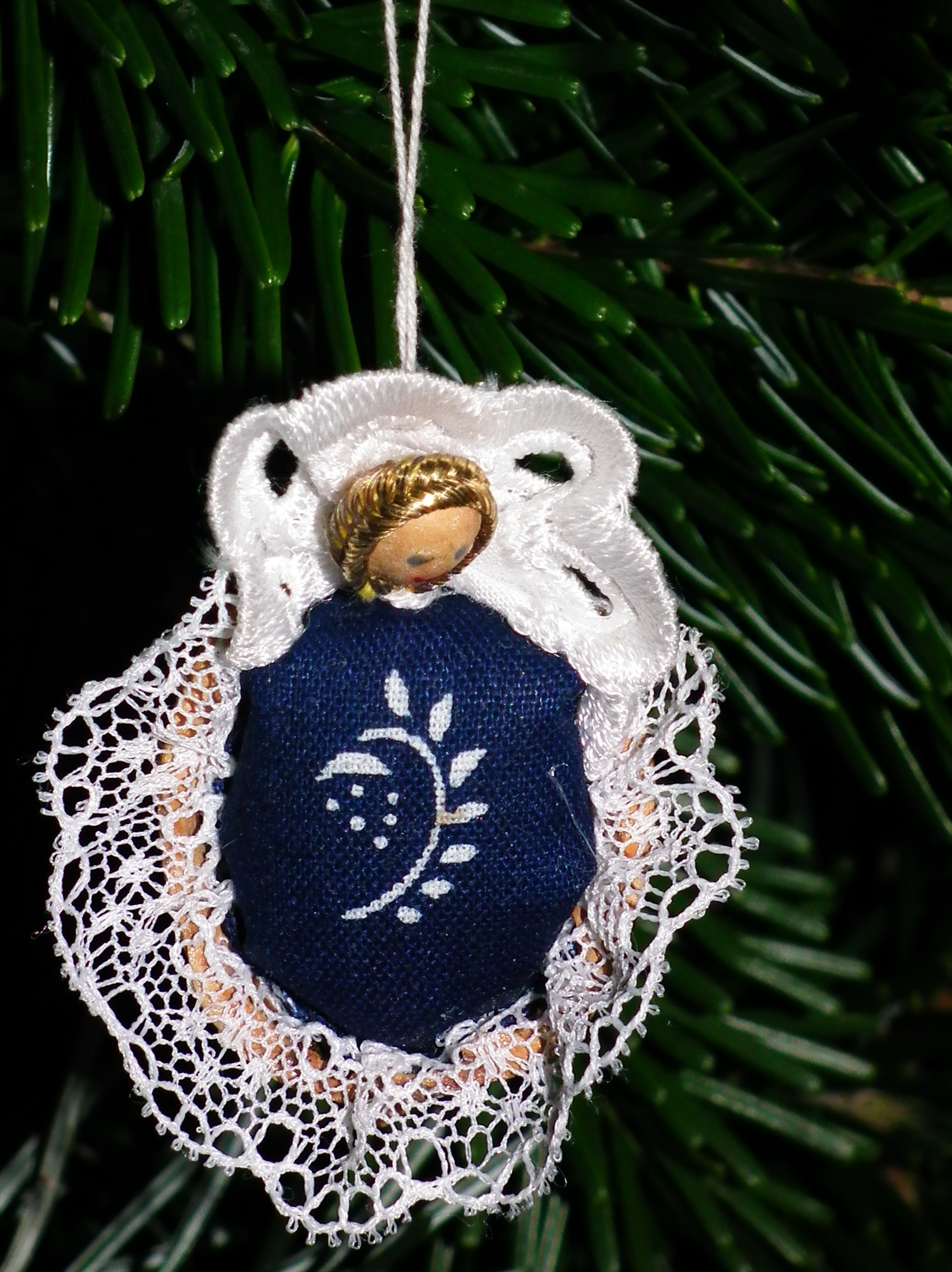
Tradicionális magyar "Angyalka" karácsonyfadísz, amely a legnépszerűbb - "Mennyből az angyal lejött hozzátok, pásztorok..." kezdetű - magyar karácsonyi dalhoz fűződik

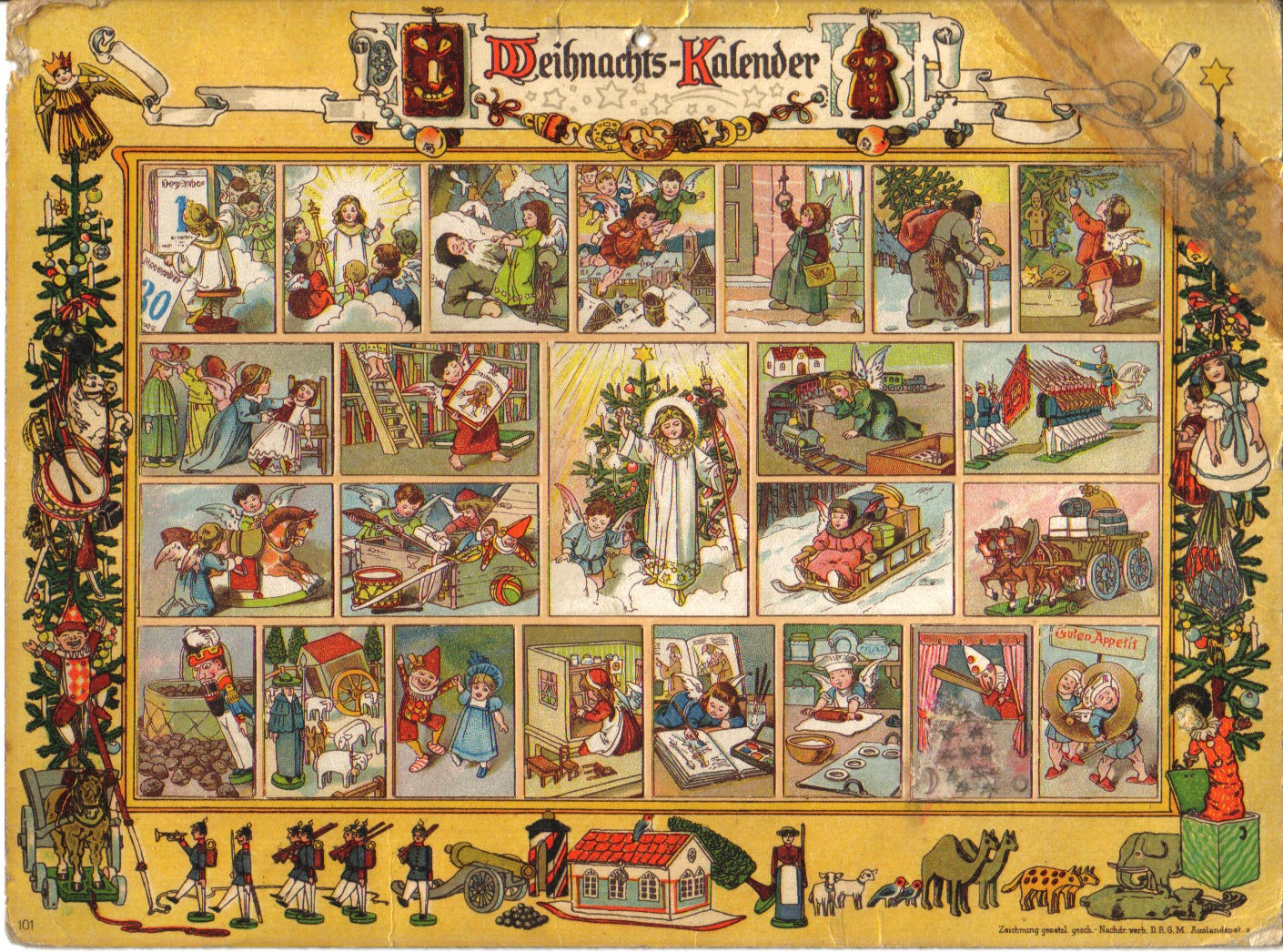
Im Lande des Christkinds, német adventi kalendárium (1903)

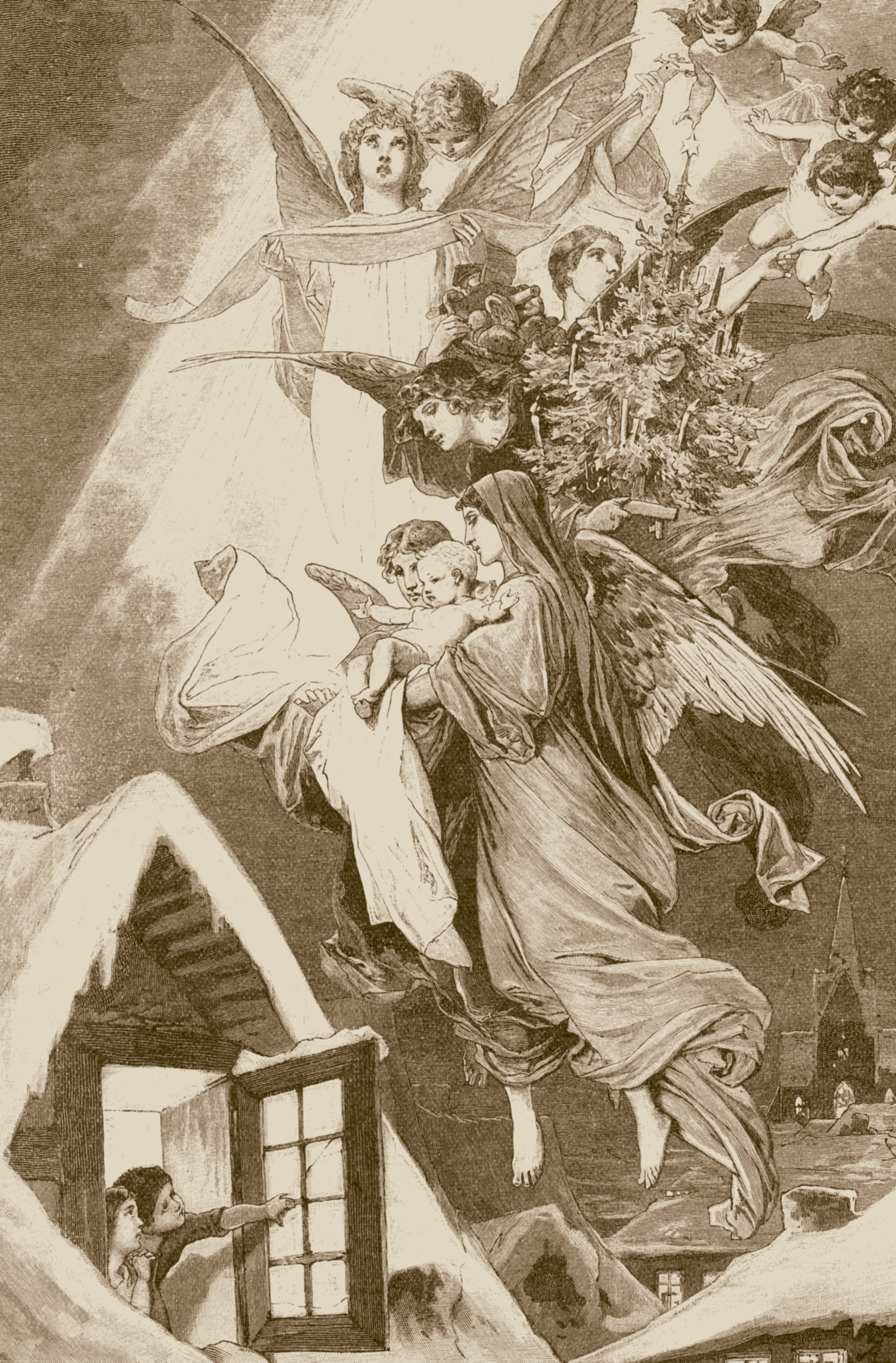
Jézuska érkezése, illusztráció, Stadt Gottes, Sammelband, 1893

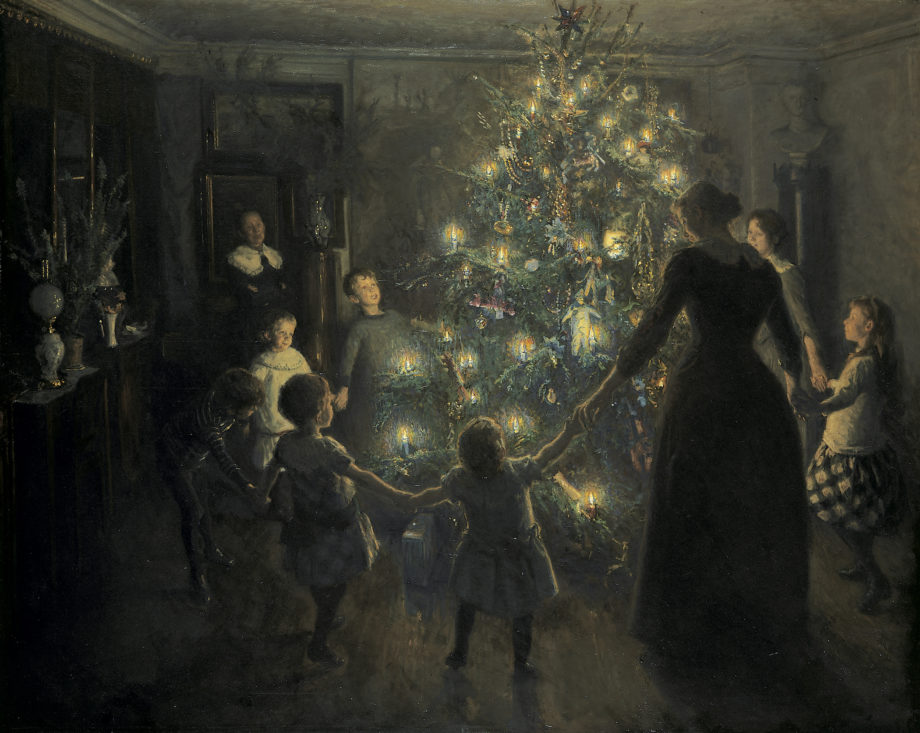
Viggo Johansen: Boldog Karácsonyt (1891)

A karácsonyi ajándékokat tradicionálisan más-más mesebeli legendás lények hozzák a különböző keresztény kultúrkörökben. A karácsonyi ajándékot és a karácsonyfát Erdélyben az angyal hozza (míg a Partiumban a Jézuska), s ezt angyaljárásnak nevezik ma is. Karácsony ikonográfiájának központi témája a jászolban fekvő újszülött Jézus édesanyjával, Máriával és Józseffel. A betlehemes játékokban, amelyek a katolikus liturgiában hajdan szereplő pásztorjátékok elnépiesült, magyaros változatai, gyakran szerepel az angyal is.
A fehérvári kislányok aprócska bölcsővel járnak házról házra. Két angyal jelenti be a Szent Család érkezését, majd Mária és József jön be. Mária egy székre ül és az ölében lévő kis bölcsőt, melyben a Jézuska szobra fekszik, ringatja. József aranyos fejszével a háta mögé áll. Az angyalok énekelnek a megtestesülésről. Utána pásztorok jönnek be, hogy kifejezzék hódolatukat a Kisded előtt. Végül Mária a bölcsőben fekvő Jézuskát körülhordozza, akit a család minden tagja megcsókol, miközben a bölcsőbe teszik az ajándékot.
Az angyalszárnyakkal lebegő "Jézuska" vagy az "Angyal" a magyar keresztény néphagyomány elképzelt alakja. Az érdekesség ezzel az ajándékhozó mesealakkal kapcsolatban az, hogy a gyermekek soha sem láthatják, mert fontos a várakozás és titokzatosság érzése, azért, hogy vagy az „Angyal” vagy a „Jézuska” nyugodtan feldíszíthesse a fenyőfát a szobában. Ilyenkor a szülők és a nagyszülők mesékkel terelik el a gyerekek figyelmét és addig nem szabad bemenni az ajándékokat rejtő szobába, amíg a "kisjézuska" meg nem érkezik és el nem végzi fontos feladatát, hogy azután nyomban el is tűnjön, hiszen a világ összes jó gyermekének is el kell vinnie az ajándékait ezen a titokzatos éjszakán.
Magyarországon általános elterjedt karácsonyi hagyomány, hogy a szülők vagy nagyszülők csengettyűvel jelzik Jézuska vagy az Angyal megérkezését, ami után a gyerekek végre megláthatják a cukorkával és csillogó díszekkel feldíszített fenyőfát és a fa alól elvehetik az ajándékokat. Újabban szokás a gyerekekkel együtt feldíszíteni a fát.
A karácsony mai, közismert jelképe, a feldíszített fenyő, a karácsonyfa ebben a formájában újkeletű népszokás. A karácsonyfa-állítás protestáns, német eredetű, amely Magyarországon először az arisztokrácia, később a városi polgárság, a falusi értelmiség és végül a parasztság körében is elterjedt. Karácsonyfát Brunswick Teréz magyar grófnő, az első magyarországi óvodák megalapítója állított fel először, 1824-ben.
A karácsonyfa-állítás szokása nyugatról kelet felé terjedt a magyar nyelvterületen. Ausztriában, Németországban Christkind (magyarul „gyermek Krisztus”) néven ismerik. Itt az ajándékosztó Santa Claus alakjának német megfelelőjével, a Weihnachtsmannnal van versengésben (főleg a protestáns vallású területeken), ami reklámokban és hirdetésekben az amerikanizálódás hatására egyre jobban előretör. Ugyanilyen tradíció létezik Csehországban, ahol Ježíšek elnevezéssel illetik az apró gyermeket. Svájc, Liechtenstein, Dél-Tirol is ismeri a fogalmat, ezenkívül Brazília és Latin-Amerika egyes részein is a gyermekek tőle várják az ajándékot. Luther Márton szerint a Jézuska nem más, mint Jézus csecsemőként való megtestesülése.

## Jézuska a magyar irodalomban
Áldassanak bennünk 

A kifeslett vér-rózsák: 

Bánat, kín, szenvedés, 

Mert Jézus volt a Jóság 

S a nagy, szent türelem.
Csengessünk csengőkkel, 

Szeressünk szeretettel, 

Örüljünk, ha sírunk, 

Ha ránk tör minden ember 

S ha álul bántatunk.
…Ezer különös kérdésekkel zaklatja az öregeket.

- Rokona Mikulás a Jézusnak, hogy mind a kettő a gyerekeknek keresi a kedvét?

- Nemcsak a gyerekekre viselnek ők gondot, de a nagyokra is.

- Mért van az, édesapám, hogy a kastélyba az úri gyerekeknek többet visz a Mikulás, mint nekünk?

- Bizony nem tudom én, édes fiam.…
…Annyi ablak ki volt világítva, az utcákon fényes hintók robogtak alá s fel; ragyogó boltablakokban fenyőfák voltak kitéve, égő viaszgyertyákkal, cukorangyalkákkal, picike bölcsőkkel, azokban aludt a kis Jézus.

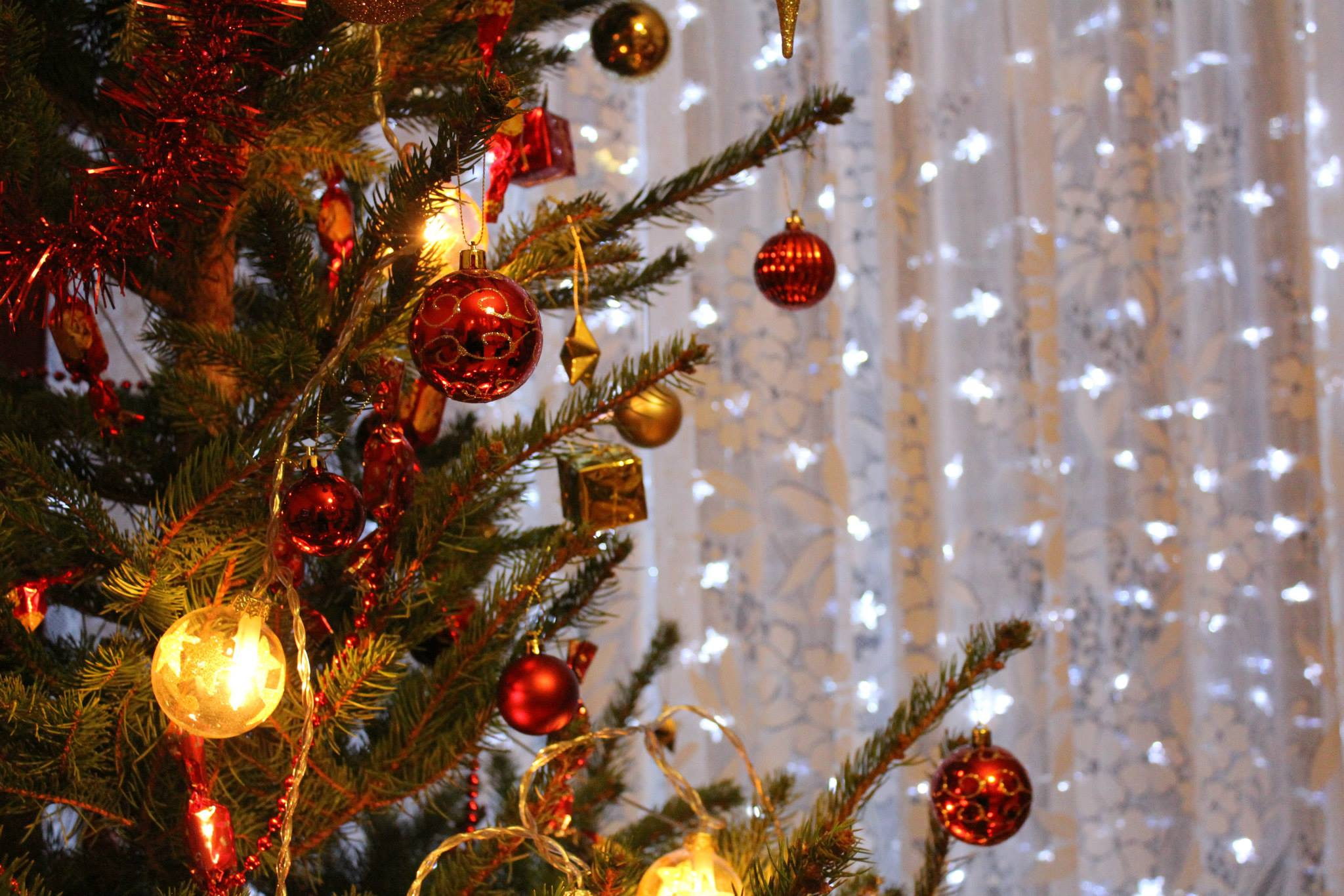
Szaloncukorral díszített csillogó magyar karácsonyfa

A kis árva úgy el tudta azokat nézni.
Mosolygó asszonyságok jöttek a boltokba, vásároltak azokból a tündéri szépségekből, ki-ki vitte haza, kisfiának, kisleányának – amit a kis Jézus küldött nekik.
Olyan szép a kis Jézus születésnapja! …

## Lásd még
- Betlehemezés